# Master Gardener
Master Gardener je americký hraný film režiséra a scenáristy Paula Schradera. Hlavní role v něm ztvárnili Joel Edgerton a Sigourney Weaver.

## Produkce
Projekt byl oznámen v září 2021 s plánovaným počátkem natáčení v únoru následujícího roku. V té době byla oznámena jména dvou hlavních herců, jimiž budou Joel Edgerton a Sigourney Weaver. Natáčení filmu začalo 3. února 2022 v Louisianě; v té době byla zveřejněna jména dalších dvou herců, Quintessy Swindellové a Esaie Moralese. Práva na mezinárodní distribuci filmu zajišťuje společnost HanWay Films, která se Schraderem spolupracovala i na jeho předchozím filmu The Card Counter (2021).

## Obsazení
| Joel Edgerton      | Narvel Roth       |
| Sigourney Weaver   | paní Haverhillová |
| Quintessa Swindell | Maya              |
| Esai Morales       |                   |